# Encyclopedia of Popular Music
L'Encyclopedia of Popular Music è un dizionario enciclopedico fondato nel 1989 dallo scrittore e imprenditore britannico Colin Larkin. È considerata la versione moderna di ciò che il dizionario enciclopedico Grove Dictionary of Music and Musicians rappresenta per la musica classica.
Secondo The Times, è «lo standard rispetto al quale tutti gli altri devono essere giudicati».

## Storia
Larkin era persuaso che la musica rock e la musica popolare avessero la stessa rilevanza storica della musica classica e che in quanto come tali meritassero un'adeguata e definitiva sistematizzazione documentale.
Nel 1989, Larkin vendette la sua metà di quote della casa editrice Scorpion Books per finanziare il progetto editoriale di un'enciclopedia della musica popolare. Aiutato inizialmente da un team di settanta collaboratori, iniziò a raccogliere le informazioni e redigere le voci in un'era in cui Internet non era ancora diffuso, «basandosi invece sulle informazioni raccolte da riviste musicali, tramite le proprie competenze individuali e un gran "lavoro di gambe"».
Nel gennaio 1990 aveva creato una base di dati che contava una squadra di 80 collaboratori.

Per pubblicare l'enciclopedia, creò la Square One Books, una nuova società da lui stesso finanziata. La prima edizione era un insieme di quattro volumi dato alle stampe nel 1992, che spinse Larkin sull'orlo della bancarotta. Negli anni successivi vi furono altre tre edizioni dell'enciclopedia multi-volume e dozzine di spin-off a volume singolo, derivate da cinque versioni concise dell'enciclopedia principale, di cui quattro edizioni dedicate al genere jazz.
Nel 1995, Microsoft concesse in licenza i contenuti testuali del CD-ROM Microsoft Music Central, riuscendo a vendere 497 000 copie. Nello stesso anno, Larkin pubblicò la seconda edizione dell'enciclopedia, formata da sei volumi e 4 991 pagine.
Nel '97 la società di Larkin e i relativi diritti dell'enciclopedia furono venduti alla società di Muze Inc. (il cui nome del Regno Unito fu cambiato in Muze UK), un fornitore di metadati e di anteprime digitali. Larkin si dedicò temporaneamente alla preparazione di The Billboard Encyclopedia of Rock, data alle stampe nel '98. In merito al nuovo assetto editoriale, dichiarò che «voleva garantire il suo futuro» nel mondo in rapida evoluzione della tecnologia dell'informazione e della comunicazione. Divenne caporedattore a tempo pieno del progetto, gestendo un'azienda di telelavoratori part-time cottage di piccole dimensioni, riguardo alla quale affermava «ora ci sono meno di 10 collaboratori nel team... la gente non crede che tutto ciò sia stato fatto in una scala così piccola, ma in termini di parole stiamo producendo un romanzo di Agatha Christie al mese».
Nel '99 uscì la terza edizione dell'enciclopedia di musica popolare, formata da otto volumi e oltre 18 500 articoli, pari a più del doppio della precedente. La quarta edizione, costituita da 10 volumi e 3,5 milioni di parole raccolte in 27 000 voci, arrivò a comprendere 350 nuovi artisti, tra i quali: i Coldplay, Atomic Kitten, i Badly Drawn Boy e Macy Gray. Nel 2002 fu pubblicata una versione concisa di 1 400 pagine, corrispondente alla quinta edizione che è anche la più estesa fra quelle concise, tutte pubblicate in un volume singolo.

## Status
The Encyclopedia of Popular Music tratta i sottogeneri della musica popolare del XX e XXI secolo, includendo soul, country, folk, blues, R&B, jazz, rock, heavy metal, reggae, musica elettronica e hip-hop.
Vari spin-off tematici furono realizzati dalle case editrici Guinness Publishing, Virgin Publishing e Omnibus Press per le quali Larkin curò il volume di accompagnamento intitolato All Time Top 1000 Album.
Dal 1992, la tiratura dell'Encyclopedia of Popular Music superò complessivamente le 650 000 copie vendute. Nel 1992 la Omnibus Press realizzò l'edizione per Amazon Kindle. il cui ultimo aggiornamento risale al 2007.

## Accoglienza critica
La prima edizione fu recensita dal Times come «un lavoro di una completezza che è quasi spaventosa». Il Guardian definì l'Encyclopedia of Popular Music come «il libro di riferimento essenziale su tutti gli aspetti della musica popolare del XX secolo, tra cui rock, dance, rap e R & B, ma anche blues, soul, country e folk». Secondo David Daley del CMJ New Music Monthly, essa è «senza dubbio la guida più affidabile mai pubblicata sulla musica del 20°».

Nel libro The Facts on File Guide to Research di Jeff Lenburg, viene definita come «l'opera più affidabile mai conosciuta riguardo agli artisti del rock, del pop e del jazz». Alan Howe dell'Herald Sun la trovò «un libro eccezionalmente dettagliato». Nicolas Houle, giornalista di Voir, l'ha descritta come «una risorsa di riferimento imprescindibile tanto per gli amatori quanto per gli specialisti della musica popolare».
Bernard Zuel del The Sydney Morning Herald scrisse che il motivo per cui un normale essere umano vorrebbe questo enorme blocco sul suo scaffale sta al di là di me, ma per i giornalisti di musica e per altri nerd, è una risorsa imperfetta ma preziosa. E questo non ti obbliga a riempirti di confessioni scritte male e di psicologia pop. Il che è bello».

Liz Thomson dell'Independent osservò alcune incongruenze che necessitavano di essere corrette, uno stile "sciatto" e la presenza di particolari inappropriati per un'enciclopedia, puntualizzando che «il lavoro di Larkin è un passo importante nella giusta direzione, ma una tale impresa deve essere tanto critica quanto comprensiva».

## Edizioni
- Colin Larkin, Guinness Encyclopedia of Popular Music (1ª edizione, 4 voll.), Guinness Publishing, 1992.
- Colin Larkin, Guinness Encyclopedia of Popular Music (2ª edizione, 6 voll.), Guinness Publishing (UK), 1995.
- Colin Larkin, The Encyclopedia of Popular Music (3ª edizione, 8 voll.), Macmillan (UK/USA) 1999.
- Colin Larkin, The Encyclopedia of Popular Music (4ª edizione, 10 voll.), Oxford University Press (UK/USA), 2006.

Edizioni concise
- Colin Larkin, Guinness Encyclopedia of Popular Music, Concise Edition, Guinness Publishing, 1993.
- Colin Larkin, The Virgin Encyclopedia of Popular Music, Concise Edition, Virgin Books (UK), 1997.
- Colin Larkin, The Virgin Encyclopedia of Popular Music (3ª edizione concisa), Virgin Books (UK), 1999.
- Colin Larkin, The Virgin Encyclopedia of Popular Music(4ª edizione concisa), Virgin Books (UK), 2002.
- Colin Larkin, The Encyclopedia of Popular Music: Concise (5ª edizione concisa), Omnibus Press, 2007.